# Olive Pink
Pour les articles homonymes, voir Pink.
Olive Muriel Pink (17 mars 1884 - 6 juillet 1975) est une illustratrice botanique australienne, anthropologue, jardinière et militante pour les droits des aborigènes. Elle crée le jardin botanique Olive Pink à Alice Springs.

## Biographie

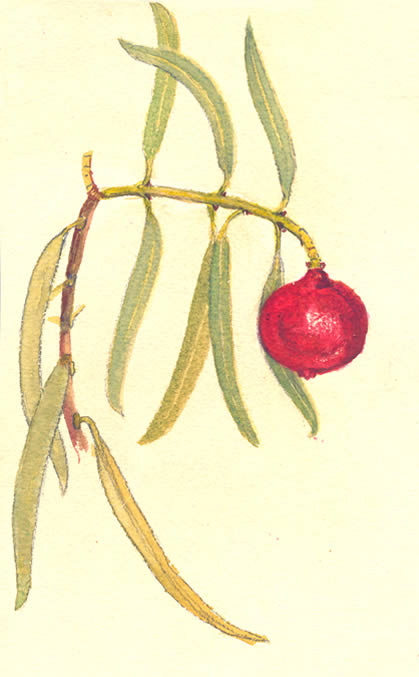
Illustration d'un quandong.

Pink est né à Hobart, en Tasmanie, l'aîné des enfants de Robert Stuart Pink et de son épouse Eveline Fanny Margaret (née Kerr). Elle a fait ses études à la Hobart Girls High School et a ensuite étudié l'art à la Hobart Technical School sous la direction de l'artiste et sculpteur Benjamin Sheppard. En 1909, elle rejoint le personnel de l'école en tant qu'enseignante.
Après la mort de son père, elle vit quelque temps à Perth, en Australie occidentale, avec sa mère et son frère, où elle donne des cours particuliers d'art, puis à partir de 1914 à Sydney, où elle donne des cours d'art dans des écoles de filles. Elle suit des cours à la Sydney Art School.
Elle suit des cours d'anthropologie à l'université de Sydney et devient secrétaire de la Société anthropologique de la Nouvelle-Galles du Sud. Entre 1933 et 1936, elle reçoit une bourse du Conseil national de la recherche australien pour travailler parmi le peuple Arrernte près d'Alice Springs et le peuple Warlpiri du désert de Tanami. C'est à cette époque qu'elle achète des peintures d'Albert Namatjira.
Elle meurt à l'hôpital d'Alice Springs, Territoire du Nord, à l'âge de 91 ans et elle est inhumée dans la section quaker d'Alice Springs. Après sa mort, son jardin botanique est renommé « Olive Pink Botanic Garden (en) » et ouvert au public en 1985. Ce jardin a inspiré la composition orchestrale Olive Pink's Garden (2017) d'Anne Boyd. L'opéra d'Anne Boyd, Olive Pink, est créé en 2022 dans le jardin.
Elle lègue la plus grande partie de sa collection d'art à l'université de Tasmanie. Plusieurs peintures de Namatjira sont conservées au Tasmanian Museum and Art Gallery.